# Hildebrand Höpfl
Hildebrand Höpfl OSB (* 25. November 1872 in Ledau; † 14. Februar 1934 in Rom) war ein katholischer Theologe und Alttestamentler.

## Leben
Er trat 1893 ins Emmauskloster ein und studierte ab 1896 am Pontificio Ateneo Sant’Anselmo, wo er ab 1903 Exgese lehrte. 1921 übertrug er seine Mönchsprofess ins Kloster Grüssau.

## Schriften (Auswahl)
- Das Buch der Bücher. Gedanken über Lektüre und Studium der Heiligen Schrift Freiburg im Breisgau 1904, OCLC 1006260509.
- Die höhere Bibelkritik. Studie über die moderne rationalistische Behandlung der Hl. Schrift. Paderborn 1905, OCLC 257900476.
- Kardinal Wilhelm Sirlets Annotationen zum Neuen Testament. Eine Verteidigung der Vulgata gegen Valla und Erasmus. Nach ungedruckten Quellen. Freiburg im Breisgau 1908, OCLC 568512608.
- Die Stationen des heiligen Kreuzweges in Jerusalem. Freiburg im Breisgau 1914, OCLC 1220360.